# Mülkülü (ort i Azerbajdzjan)
Mülkülü är en ort i Azerbajdzjan.   Den ligger i distriktet Tovuz Rayonu, i den västra delen av landet, 400 km väster om huvudstaden Baku. Mülkülü ligger 621 meter över havet och antalet invånare är 987.
Terrängen runt Mülkülü är kuperad. Runt Mülkülü är det ganska tätbefolkat, med 58 invånare per kvadratkilometer.. Närmaste större samhälle är Qazax, 19,9 km nordväst om Mülkülü.
Trakten runt Mülkülü består till största delen av jordbruksmark.